# Christian Dietrich (Pfarrer)
Christian Dietrich (* 21. September 1965 in Jena) ist ein deutscher evangelischer Pfarrer. Er war ein Vertreter der Bürgerrechtsbewegung der DDR und von 2013 bis 2018 Landesbeauftragter des Freistaats Thüringen zur Aufarbeitung der SED-Diktatur.

## Leben und Wirken
Christian Dietrich wurde aus politischen Gründen das staatliche Abitur verwehrt. Er besuchte daraufhin von 1982 bis 1985 das Kirchliche Proseminar in Naumburg. Seit 1981 beteiligte er sich an Aktionen des kirchlichen Widerstands der Jungen Gemeinde und der Evangelischen Studentengemeinde Naumburg. 1983 stellte seine Familie einen Ausreiseantrag. Nachdem er diesen 1986 zurückgezogen hatte, begann er Theologie in Naumburg und später in Leipzig und Marburg zu studieren. Er gehörte zum Naumburger Friedensarbeitskreis und zum Deutschlandpolitischen Arbeitskreis um Edelbert Richter. Er beteiligte sich an der Initiative für Blockfreiheit in Europa und forderte die Abschaffung der Todesstrafe in der DDR. 1986 begründete er mit einer Vielzahl evangelischer Bürgerrechtlern den DDR-weiten Arbeitskreis Solidarische Kirche.
In Abstimmung mit der Initiative Frieden und Menschenrechte entwickelte er Kontakte zu Dissidenten in Prag und Budapest. Er war Autor in verschiedenen kulturellen und politischen Samisdatzeitschriften und Mitherausgeber von Ostkreuz und Glasnot. Mit u. a. Ibrahim Böhme und dem Pfarrer Lothar König organisierte er Seminare zur Geschichte des Stalinismus. Außerdem leitete er einen Arbeitskreis zum gewaltfreien Widerstand und beteiligte sich an der Organisation von oppositionellen Demonstrationen in Naumburg und Leipzig.
Im März 1989 begründete Dietrich mit Katrin Hattenhauer, Gesine Oltmanns und Michael Arnold die Initiative zur demokratischen Erneuerung, die zur Demonstration gegen die ‚Pseudowahlen‘ am 7. Mai 1989 aufrief und ein Archiv des Widerstandes ankündigte. Wegen seiner Beteiligung an Demonstrationen wurde er mehrfach festgenommen. Auf der Leipziger Montagsdemonstration am 4. September 1989 trug er ein Transparent mit den Worten Versammlungs- und Vereinsfreiheit. Der Versuch der Staatssicherheit, Dietrich am Rande der Montagsdemonstration am 18. September festzunehmen, scheiterte an der Solidarisierung der Umstehenden.
Das Ministerium für Staatssicherheit verfolgte ihn unter dem Operativen Vorgang „Kerze“.
Im Herbst 1989 beteiligte Dietrich sich am Aufbau des Neuen Forums und des Demokratischen Aufbruchs. Er war dessen Geschäftsführer und Vorsitzender des Untersuchungsausschusses zu Korruption und Amtsmissbrauch im Kreis Naumburg. 1991 war er Mitbegründer und längere Zeit im Vorstand des Archiv Bürgerbewegung Leipzig und des Vereins für politische Bildung in Sachsen, Stiftung Runder Tisch. Er setzte sich für ein „Archiv Deutsche Einheit“ ein, in deren Ergebnis das Zeitgeschichtliche Forum Leipzig entstand.
1992 legte Dietrich in Naumburg sein erstes Theologisches Examen ab und wurde Mitarbeiter am Institut für kirchliche Zeitgeschichte in Naumburg und Repetent an der Kirchlichen Hochschule Naumburg. Zum Deutschen Evangelischen Kirchentag 1997 erarbeitete er eine Ausstellung zu den Leipziger Kirchentagen in der Gedenkstätte Museum in der „Runden Ecke“ unter dem Titel „1954 - Fröhlich in Hoffnung, 1978 Geduldig in Trübsal, 1989 Haltet an am Gebet“.
1997 wurde Dietrich Vikar in Oberweißbach und Scheibe-Alsbach. 2000 bis 2013 war er Pfarrer in Nohra mit den Orten Ulla, Mönchenholzhausen, Bechstedtstraß, Isseroda und Troistedt, 2019 in Klettbach. Er arbeitete mit an dem EKD-Papier zur „Kirche im ländlichen Raum“.
Im November 2013 wurde er vom Thüringer Landtag für fünf Jahre als Landesbeauftragter des Freistaats Thüringen zur Aufarbeitung der SED-Diktatur gewählt; er hatte das Amt bis 2018 inne.
Dietrich ist verheiratet und hat vier Kinder.

## Politische Positionen
Christian Dietrich ist Mitglied der Evangelischen Bruderschaft St. Georgs-Orden.
2006 unterzeichnete er den „Appell für die Pressefreiheit“ der Wochenzeitung Junge Freiheit gegen deren Ausschluss von der Leipziger Buchmesse. 2018 unterzeichnete er die „Gemeinsame Erklärung zu Chemnitz“ gegen den Versuch populistisch-rechter Gruppierungen, das Erbe der Friedlichen Revolution zu vereinnahmen.
Im April 2019 startete er eine Bundestagspetition, die für verfolgte Schüler Leistungen nach dem Dritten Buch des Beruflichen Rehabilitierungsgesetzes vorsah. Bundestag und -rat übernahmen die Formulierung der Petition bei der Novellierung der SED-Unrechtsbereinigungsgesetze. 2019 unterschrieb er den Protest zur geplanten Festrede von Gregor Gysi zum 30. Jahrestag der ostdeutschen Revolution in Leipzig von mehr als 700 Bürgerrechtlern.
Im September 2019 erhielt Dietrich für seinen demokratischen Widerstand die „Goldene Henne für Politik“, vergeben vom Mitteldeutschen Rundfunk, Rundfunk Berlin-Brandenburg und Norddeutschen Rundfunk.

## Schriften
- Was war los in Leipzig? Samisdat, Anfang 1989.
- Vierzig rumänische Jahre im Report. In: Ostkreuz, 1/1989.
- Mitteleuropa in uns. In: Glasnost 1989.
- Europa war fern. In: Zweite Person: Zeitschrift für geistigen Austausch. 1/1990 (zu Katrin Hattenhauer).
- mit Uwe Schwabe als Hrsg.: Freunde und Feinde: Friedensgebete in Leipzig zwischen 1981 und dem 9. Oktober 1989; Dokumentation. Evangelische Verlags-Anstalt, 1994, ISBN 3-374-01551-4 (auch als PDF-Datei, 3,9 MB).
- Der Protest formiert sich…: Zur Entwicklung der Opposition in der DDR in den 80er Jahren. In: Bernd Lindner (Hrsg.): Für ein offenes Land mit freien Menschen: Herbst ‘89 – fünf Jahre danach; Begleitbuch zur Ausstellung. Forum Verlage Leipzig, 1994, ISBN 3-931801-61-6, S. 38–52.
- Fallstudie Leipzig 1987–1989. Die politisch-alternativen Gruppen in Leipzig vor der Revolution. In: Enquete-Kommission Aufarbeitung von Geschichte und Folgen der SED-Diktatur in Deutschland, Band VII/1, 1995, S. 558–666 (html; pdf; 649 kB.)
- Das Konzept der Gewaltlosigkeit und das friedliche Ende der DDR. In: Andreas Gestrich, Gottfried Niedhart, Berrd Ulrich (Hrsg.): Gewaltfreiheit: Pazifistische Konzepte im 19. und 20. Jahrhundert (= Jahrbuch für Historische Friedensforschung, Bd. 5). Lit, Münster, 1996, ISBN 3-8258-2877-8, S. 151–164.
- Roland Jahn. In: Walter Jahn: „Du bist wie Gift“: Erinnerungen eines Vaters. Landesbeauftragter des Freistaates Thüringen für die Unterlagen des Staatssicherheitsdienstes der Ehemaligen DDR, Erfurt 1996, DNB 948701323.
- mit Martin Jander: Die Ausweitung zum Massenprotest in Sachsen und Thüringen. In: Eberhard Kuhrt und andere (Hrsg.): Opposition in der DDR von den 70er Jahren bis zum Zusammenbruch der SED-Herrschaft, Band 3. Leske und Budrich, Opladen, 1999, ISBN 3-8100-1965-8, S. 737–786.
- Die Entstehung des Werkes „Innere Mission und Hilfswerk der Evangelischen Kirchen in der DDR“ und des Bundes der evangelischen Kirchen in der DDR. In: Jochen-Christoph Kaiser, Ingolf Hübner (Hrsg.): Diakonie im geteilten Deutschland: zur diakonischen Arbeit unter den Bedingungen der DDR und der Teilung Deutschlands. Kohlhammer, Stuttgart, 1999, ISBN 3-17-015758-2, S. 103–116.
- Die Gründung des Bundes der Evangelischen Kirchen in der DDR in den Jahren 1968/69. In: Thomas A. Seidel (Hrsg.): Gottlose Jahre? Rückblicke auf die Kirche im Sozialismus der DDR (= Herbergen der Christenheit / Sonderband; 7). Evangelische Verlags-Anstalt, Leipzig,  2002, ISBN 3-374-01959-5, S. 23–34.
- Herausgeber der 2. überarbeiteten Auflage Oktoberfrühling. Die Wende in Weimar (Weimarer Schriften – Heft 49), 2009.
- Im Vorfeld der friedlichen Revolution – Die Bedeutung der Evangelischen Studentengemeinde. In: Raimund Hoenen u. a. (Hrsg.): Katechetisches Oberseminar – Kirchliche Hochschule Naumburg (Saale) 1949–1993, 2009, S. 44–48.
- Es brannte in unserem Gewissen – Oskar Brüsewitz und die Gewissensbildung in der DDR. In: Mariano Delgado, Volker Leppin, David Neuhold (Hrsg.), Ringen um die Wahrheit: Gewissenskonflikte in der Christentumsgeschichte, 2011, S. 369–398.
- Jiři Dienstbier lebt nicht mehr. In: Die Achse des Guten. 16. Januar 2011 (Nachruf auf Jiří Dienstbier).
- Der Weimarer Arbeitskreis, die Ost-CDU und der Thüringer Weg der evangelischen Kirche. In: epd-Dokumentation 20/2012, S. 38–53.
- Franz Böhm: Freiheit und Ordnung. In: Christian Dietrich (Hrsg.): Für Edelbert Richter: Freundesgabe anlässlich des 70. Geburts- und Taufjubiläums. Weimar 2013, S. 63–72.
- Revolution und Kirche in der DDR: Politischer Wandel in kirchlicher Perspektive. In: Ronald Lutz, Doron Kiesel(Hrsg.): Religion und Politik. Campus-Verlag, Frankfurt / New York 2015, ISBN 3-593-50319-0, S. 155–183.
- Das politische Mandat der Christen bzw. der Kirche in der Diktatur und die Erinnerung von Schuld und Scheitern. In: Abgeschlossen? Stand und Folgen der Aufarbeitung der Geschichte der Kirche in der DDR: Tagung an der Theologischen Fakultät der Martin-Luther-Universität Halle-Wittenberg, 12.–13. Juni 2015. EPD-Dokumentation 40, 2015, S. 21–29.
- Religiöse Wurzeln von Poesie und Widerstand bei Jürgen Fuchs. in: Ernest Kuczynski (Hrsg.): Sagen, was ist! Jürgen Fuchs zwischen Interpretation, Forschung und Kritik. Neisse Verlag, Dresden 2017, ISBN 3-86276-224-6, S. 176–187.
- Die innerhalb der DDR Zwangsausgesiedelten sollen nicht vergessen werden. (pdf; 393 kB) In: thla-thueringen.de. Erfurt, 13. Juni 2018.
- Landesbeauftragter zur Aufarbeitung der SED-Diktatur (Hrsg.): Vertreibungen im Kommunismus: Zwangsmigration als Instrument kommunistischer Politik. Mitteldeutscher Verlag, Halle 2019, ISBN 978-3-96311-148-8.
- Die Entkirchlichung des Ostens, in: Axel Noack, Thomas A. Seidel (Hrsg.): Die Evangelische Kirche in Mitteldeutschland. Schlaglichter der Kirchengeschichte, Weimar 2021